# 59e cérémonie du Deutscher Filmpreis
La 59e cérémonie des Deutscher Filmpreis, organisée par la Deutsche Filmakademie (« Académie du film allemand »), s'est déroulée le 24 avril 2009 au Palais am Funkturm à Berlin, et a récompensé les films sortis en 2008.

## Palmarès

### Meilleur film
- John Rabe, le juste de Nankin (John Rabe) de Florian Gallenberger
- L'Absent (Im Winter ein Jahr) de Caroline Link
- Septième Ciel (Wolke Neun) de Andreas Dresen
  - La Bande à Baader (Der Baader Meinhof Komplex) de Uli Edel
  - Chiko de Özgür Yıldırım
  - Jerichow de Christian Petzold

### Meilleur film pour enfants ou jeunesse
- Lili la petite sorcière, le Dragon et le Livre magique (Hexe Lilli: Der Drache und das magische Buch) – Michael Coldewey et Corinna Mehner